# Paukkaungia
Paukkaungia es un género extinto de primates adapiformes, que vivió en el eoceno superior. El género está representado por una especie: Paukkaungia parva, encontrada en la Formación Pondaung, Birmania.